# Pierre Bodard
 (octobre 2015).
Pour les articles homonymes, voir Bodard.
Pierre Bodard, né à Bordeaux le 15 avril 1881 et mort à Paris le 18 juin 1937, est un peintre français.

## Biographie
Pierre Bodard fut l'élève :
- à Bordeaux de Paul Quinsac ;
- à Paris de Gabriel Ferrier ;
- à Rome de Carolus Duran puis d'Albert Besnard.

De Rome, Pierre Bodard partit découvrir, l'Algérie, la Tunisie, la Grèce, la Sicile, la Sardaigne, la Turquie, l'Espagne, pays et régions dont il ramera de nombreux croquis et peintures.
Mobilisé le 22 février 1915, il est désigné pour servir en Martinique. Une photographie prise à Paris laisse à penser qu'il a effectué la traversée en compagnie du peintre Jean Baldoui avec lequel il se liera d'amitié. Après avoir épousé à Fort-de-France une Antillaise, ce n'est qu'en 1920 qu'il retourne en métropole. Pierre Bodard restera très attaché au souvenir de l'île, c'est aussi ce qui explique que sa vie durant il participera activement aux manifestations et expositions en rapport avec l'Outre Mer.
À Paris, il s'installe dans le quartier du Montparnasse à proximité de l'atelier d'Antoine Bourdelle dont il est un très proche voisin.
Pierre Bodard  qui était sociétaire de la Société des artistes français a régulièrement exposé au Salon de 1908 à 1932, année où il y présente une grande composition dans le style des années 1930, Les Arums. Il y obtient en 1912 une médaille d'honneur.
Grand prix de Rome 1909, outre la richesse et l'originalité de sa peinture antillaise, Pierre Bodard fixe sur la toile des paysages du Pays basque, des Landes et de Corrèze.
Peintre de genre et d'histoire en ses débuts, puis successivement peintre orientaliste et enfin peintre de la marine, Pierre Bodard était aussi portraitiste.
Pierre Bodard a eu entre autres pour ami ou a fréquenté Jean Dupas, Louis Billotey, René Buthaud, François-Maurice Roganeau, Jean Despujols, Camille et Marius de Buzon, Georges Paul Leroux, Jean-Gabriel Domergue, Hubert-Denis Etcheverry, Nadia et Lili Boulanger, Paul-Marcel Dammann, Félix Benneteau-Desgrois, Lucienne Heuvelmans, Raoul Serres, Léon Lafourcade dit Leo Laf etc.

## Principales récompenses et distinctions

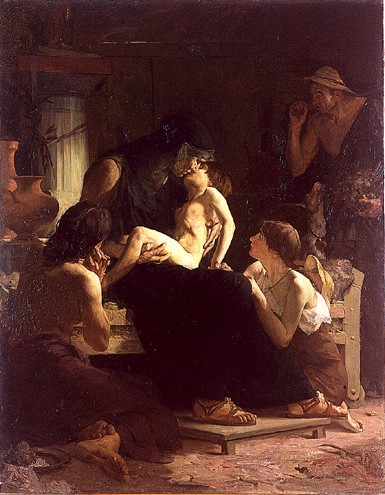
Cérès rendant la vie à un enfant.

- 1903 : Grand Prix de l'École des beaux-arts de Bordeaux,
- 1909 : Premier Grand prix de Rome, avec Cérès rendant la vie à un enfant,
- 1912 : Médaille d'Honneur au Salon avec la femme à la Fontaine,
- 1921 à 1936 : Peintre de la Marine,
- 1922 : Diplôme d'Honneur pour l'Exposition coloniale de Marseille,
- 1926 : Officier d'Académie, Section Beaux-Arts,
- 1931 : Hors concours pour l'Exposition coloniale internationale de Paris,
- 1933 : Officier de l'Instruction Publique.

## Œuvres dans des musées et lieux publics
- Musée de la Marine (Paris) : portrait de l'Amiral Grasset et le Volubilis en cale sèche,
- Musée du Conservatoire national supérieur de musique et de danse de Paris : portrait de Paul Paray,
- Musée des beaux-arts de Chartres : la nuit antillaisse,
- Musée du Vieux Toulouse : portrait de Jules Mazellier,
- Musée des Années 30 : Paysage de la Martinique sous mauvais temps, une affiche Grande soirée à l'Appollo,
- Académie de France à Rome (Villa Médicis) : cinq portraits de pensionnaires dont ceux de Jules Mazellier et de Camille Crenieret de Lili Boulanger(n°d'inventaire de la villa Médicis 2016.429)
- Mairie de Saint-Barthélemy (Landes) 6 huiles sur toile et 1 lavis: La Tuilerie à Biaudos, Mano devant la Tuilerie, Le porche de l'église de La Bastide-Clairence, Sous les arcades de Labastide, un grand triptyque représentant la place de Labastide Clairence, Le grand canal à Venise, Vue de Saint Barthélemy (lavis),
- Musée-bibliothèque de l'École nationale supérieure des beaux-arts de Paris : Cerès rendant la vie à un enfant.
- Musée du Quai Branly, musée Jacques Chirac : suite à donation de la famille Douarre héritière du peintre 13 oeuvres martiniqaises dont 7 dessins (crayon et fusain,1 sanguine (portrait de Mano épouse de l'artiste) 4 huiles dont le portait de Mano en Antillaise (huile sur toile)